# Viola lucens
Viola lucens är en violväxtart som beskrevs av Wilhelm Becker. Viola lucens ingår i släktet violer, och familjen violväxter. Inga underarter finns listade i Catalogue of Life.